# شمگت
شمگت، روستایی از توابع بخش ایرندگان شهرستان خاش در استان سیستان و بلوچستان ایران است.

## جمعیت
این روستا در دهستان کهنوک قرار دارد و براساس سرشماری مرکز آمار ایران در سال ۱۳۸۵، جمعیت آن ۵۶ نفر (۱۵خانوار) بوده‌است.